# Edmonton (ancienne circonscription fédérale)
Pour les articles homonymes, voir Edmonton (homonymie).
Edmonton fut une circonscription électorale fédérale de l'Alberta, représentée de 1904 à 1917.
La circonscription d'Edmonton a été créée initialement dans les Territoires du Nord-Ouest en 1903. Lors de la création de la province d'Alberta en 1905, la circonscription en devint une de cette province. De 1905 à 1907, il y eut simultanément une circonscription nommée Calgary en Saskatchewan.
Abolie en 1914, elle fut redistribuée parmi Edmonton-Est, Edmonton-Ouest et Strathcona.

## Député
1. 1904-1917 — Frank Oliver, PLC

- PLC = Parti libéral du Canada